# Furfur
Furfur, u demonologiji, trideset i četvrti duh Goecije koji ima zapovjedništvo nad dvadeset i šest legija. Uzima oblik anđela ili jelena s plamenim repom. Ima vrlo grub, promukao glas. Kad ga se prizove i uz pomoć trokuta ukroti govorit će istinu i tada će se iz jelena pretvoriti u anđela. U protivnom će svaka njegova riječ biti laž. Može pobuditi ljubav između muškaraca i žena. Stvara grmljavinu i oluje. Ako prizivatelj to zatraži od njega može predviđati budućnost.